# راینیش-برگیشر کرایس
راینیش-برگیشر کرایس (به آلمانی: Rheinisch-Bergischer Kreis) یک district of North Rhine-Westphalia در آلمان است که در کلن واقع شده‌است.

## خصوصیات
راینیش-برگیشر کرایس ۲۷۹٬۳۹۷ نفر جمعیت دارد.